# Adele Astaire
Ledi Charles Cavendish (Omaha, Nebraska, 10. rujna 1896. - Tucson, Arizona, 25. siječnja 1981.), poznatija kao Adele Astaire, bila je američka plesačica i zabavljačica, starija sestra Freda Astairea. 
Kao godina njezinog rođenja često se navodila 1897. ili 1898., ali američki popis stanovništva iz 1900. kao točnu godinu navodi 1896.